# KFMB (Mittelwellensender)
Koordinaten: 32° 50′ 33″ N, 117° 1′ 33″ W
KFMB (auch TalkRadio 760) ist ein privater Hörfunksender in San Diego im US-Bundesstaat Kalifornien. Das konservative Talkradio arbeitet mit KFMB-FM und KLFMB-TV zusammen. KFMB ist auf der Mittelwellenfrequenz 760 kHz empfangbar.